# Portal de los Judíos

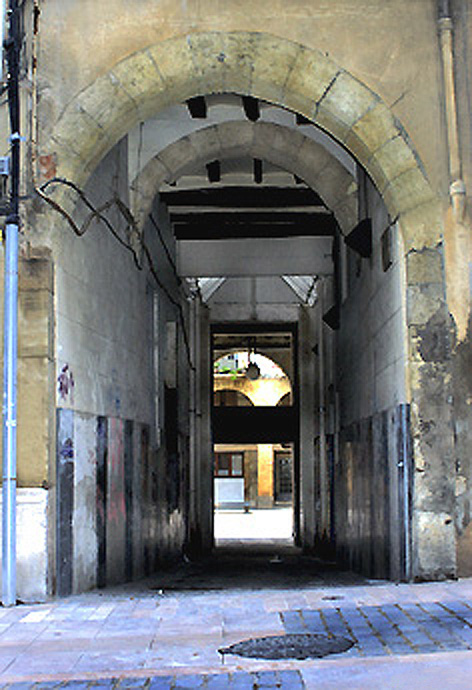
Portal de los Judíos (Reus).

El Portal de los Judíos es un elemento arquitectónico situado en la calle de San Pedro Apóstol de Reus e incluido en el Inventario del Patrimonio Arquitectónico de Cataluña.

## Descripción
Es un portal, más bien un corredor, de arco de medio punto adintelado con sillares y dejados a la vista. El resto de la estructura está enlucida y cubierta con losas delgadas de piedra, pero todavía se puede ver que el paramento murario está hecho con piedras irregulares sin trabajar. El interior del portal tiene una cobertura plana de envigado de madera. Comunica las Pescaderías Viejas y la calle de San Pedro Apóstol.

## Historia
Era el acceso al barrio judío de la ciudad. En realidad es un callejón que permitía el acceso al barrio desde el portal de los judíos propiamente dicho, que fue derribado en 1802. Hay documentadas referencias de los judíos de la ciudad como mínimo desde el 1171. Este barrio estaba situado entre la plaza del Castillo y el arrabal de Robuster y las calles principales eran la de la Mercería y la calle de San Pedro Apóstol. Se piensa que los judíos se establecieron en el municipio poco después de la fundación del núcleo urbano.